# Richardson (cràter)
|  | Aquest article tracta sobre un cràter lunar. Si cerqueu un cràter marcià, vegeu «Richardson (cràter marcià)». |

|  | No s'ha de confondre amb Richards (cràter) o Richards (cràter lunar). |

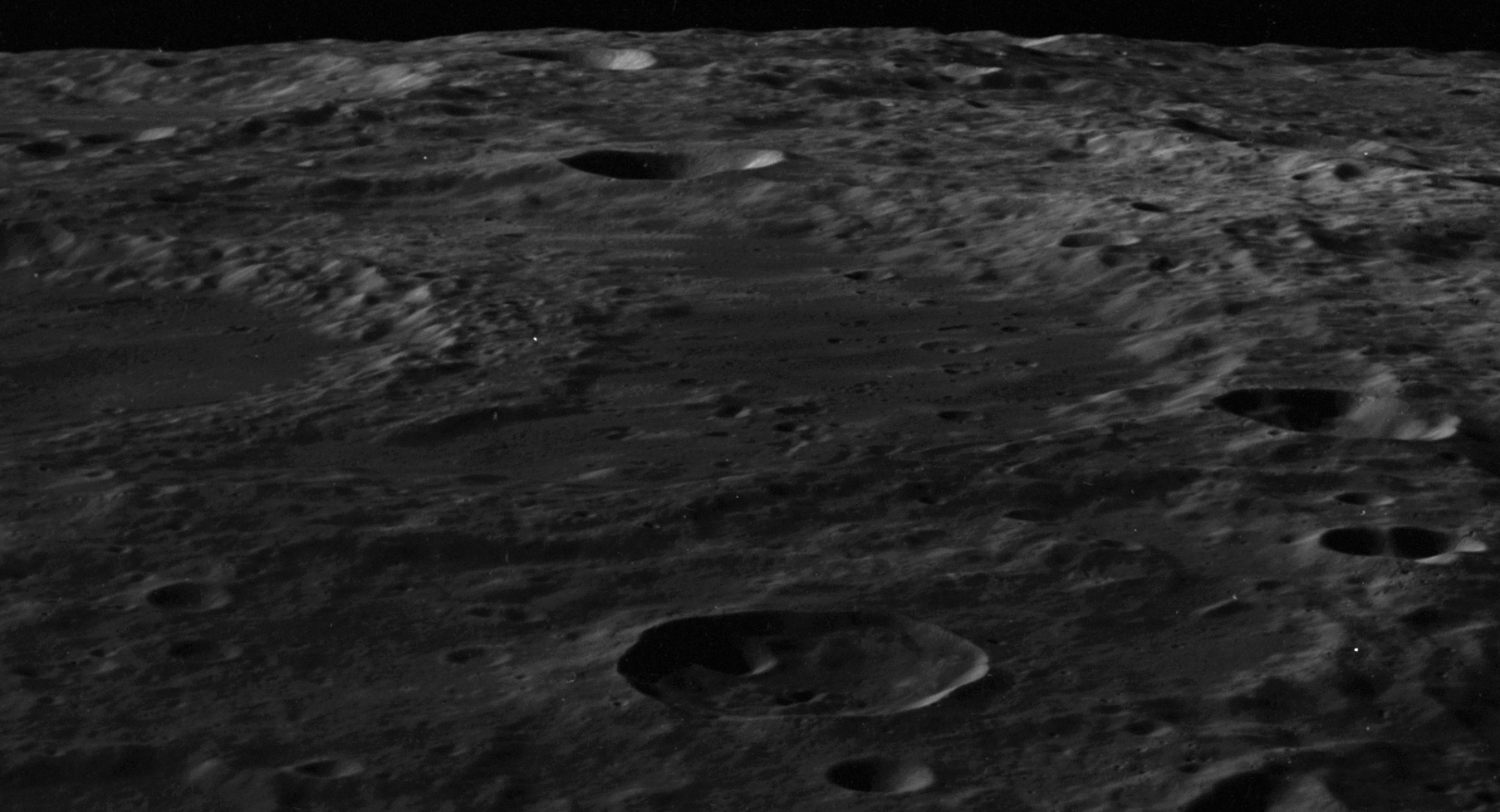
Fotografia de la missió Apol·lo 14

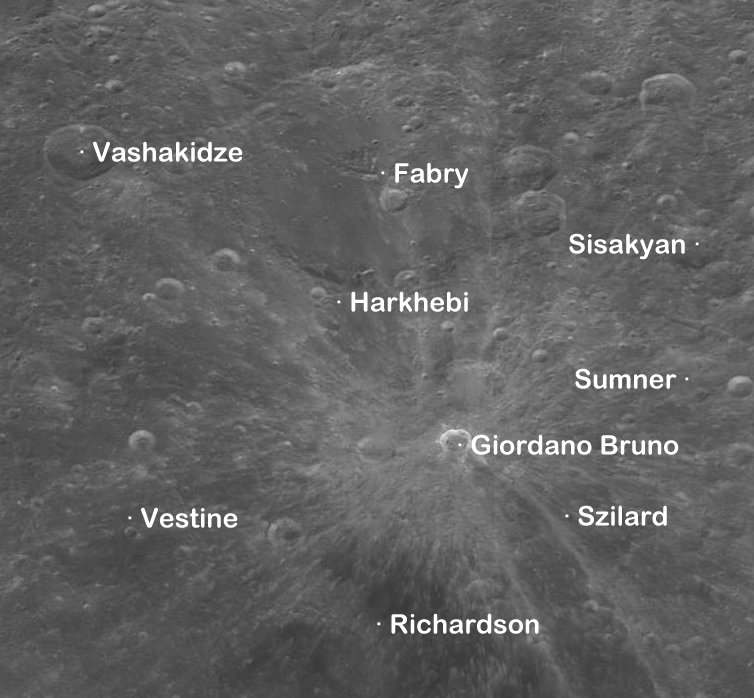
Entorn de Richardson, situat dins del sistema de marques radials del cràter Giordano Bruno.

Richardson és un gran cràter d'impacte lunar situat en la cara oculta de la Lluna, just darrere del limbe aquest. Es troba al sud de l'enorme planicie emmurallada de Harkhebi, i a l'est-sud-est del cràter Vestine. Just al nord-est es troba Szilard, i al sud-est apareix Artamonov.

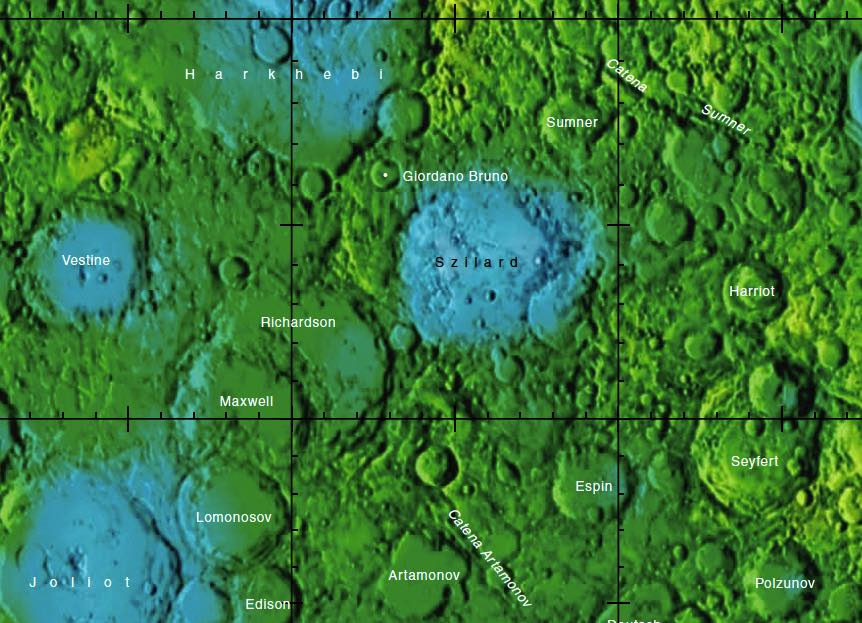
Localització de Richardson (prop del centre de la meitat esquerra de la imatge)

Una part substancial del cràter està coberta per Maxwell, que travessa el brocal cap al sud-oest. El bord nord-est de Maxwell aconsegueix el punt central aproximat de Richardson, i juntament amb les seves rampes exteriors cobreix gairebé la meitat del sòl interior. La resta de la vora de Richardson està desgastat i erosionat, amb Richardson W que envaeix el sector nord-oest de la vora i Richardson E que se situa en el costat est.
El que queda del sòl interior de Richardson és relativament pla, però marcat per nombrosos petits cràters. El cràter està recobert per una sèrie de dipòsits producte de l'impacte que va produir el cràter Giordano Bruno, localitzat just al nord-nord-est.
Abans de rebre la seva denominació formal en 1979 per la UAI, aquest cràter era conegut com a "Cràter 114".

## Cràters satèl·lit
Per convenció aquests elements són identificats en els mapes lunars posant la lletra en el costat del punt mitjà del cràter que està més prop de Richardson.
|            | \| Richardson \| Coordenades \| Diàmetre \| \| ---------- \| -------------------------------------- \| -------- \| \| E \| 31° 54′ N, 103° 36′ E / 31.9°N,103.6°E \| 22 km \| \| W \| 33° 30′ N, 98° 18′ E / 33.5°N,98.3°E \| 23 km \| |          |
| Richardson | Coordenades | Diàmetre |
| E          | 31° 54′ N, 103° 36′ E / 31.9°N,103.6°E | 22 km    |
| W          | 33° 30′ N, 98° 18′ E / 33.5°N,98.3°E | 23 km    |